# La Prostitution
Pour plus de détails, voir Fiche technique et Distribution.
La Prostitution est un film français réalisé par Maurice Boutel, sorti en 1963.

## Synopsis
Une jeune fille débarquée de sa province se retrouve a Paris et tombe dans l'engrenage infernal du milieu de la prostitution avant de se résoudre à dénoncer à la police ses tortionnaires.

## Fiche technique
- Titre français : La Prostitution
- Réalisation : Maurice Boutel
- Scénario : Maurice Boutel, Marcel Sicot
- Dialogues : Maurice Boutel
- Photographie : Quinto Albicocco, Paul Fabian, Jean Chatel, Jacques Mercanton, Enzo Riccioni
- Son : Jacques Gallois
- Musique : Roger Roger
- Montage : Etiennette Muse
- Société de production : Cocifrance
- Pays d'origine :  France
- Format : Noir et blanc - 35 mm - Mono
- Durée : 115 minutes
- Date de sortie : France, 22 mars 1963

## Distribution
- Etchika Choureau : Olga
- Evelyne Dassas : Irène
- Alain Lionel : Mario
- Rita Cadillac : Rita
- Robert Dalban : Robert
- Anne Darden : Martha
- Victor Guyau : Pauwels